# Nexhati Libohova
Nexhati Libohova (ur. 1877 w Libohovie, zm. 26 maja 1915 w Shkallnuerze) – minister finansów Albanii w latach 1914–1915.

## Życiorys
W latach 1913–1914 był zastępcą gubernatora Okręgu Durrës, którego później został gubernatorem.
Od 5 października 1914 do 26 maja 1915 pełnił funkcję ministra finansów; z powodu nadużyć oraz popierania Austro-Węgier został we wsi Shkallnuer pobity przez Osmana Baliego, wskutek czego zmarł.